# トンガ大首長国
トンガ大首長国（トンガだいしゅちょうこく、別名：トゥイ・トンガ帝国、英語：Tu'i Tonga Empire）は、オセアニアにおいて大きな勢力を誇った大首長国（領域交易圏帝国）である。トンガタプ島のトンガを中心とし、首都をムアに置いていた。海洋国家としての側面も強く、その最盛期には、交易帝国はニウエからティコピアに広がり、その影響圏は更に広大な領域に及んでいた。
トンガの交易帝国は、サモアのマヌア大首長（Tu'i Manu'a）及びフィジーのプロトゥ大首長（Tu'i Pulotu）の勢力衰退の後、紀元950年頃に形成され始めた。ヤップ島に本拠を置くミクロネシア交易帝国圏と、同時代に併存していた。

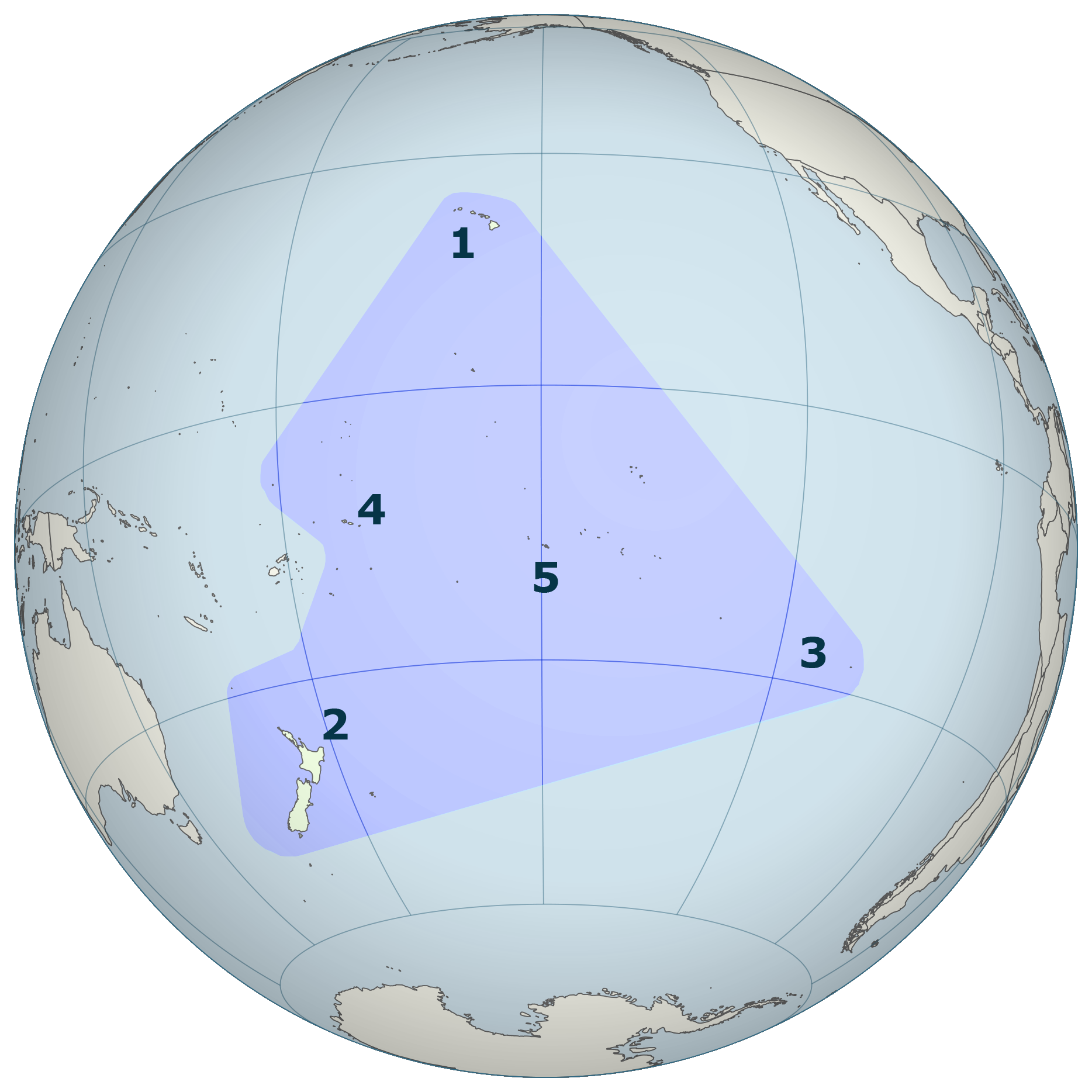
ポリネシアの地図1 : ハワイ ; 2 : ニュージーランド
3 :イースター島 ; 4 : サモア ; 5 : タヒチ

## 交易帝国の始まり
トンガは、プロトゥ大首長（トゥイ・プロトゥ）及び、トンガの大部分を支配下に置いていたマヌア大首長（トゥイ・マヌア）による大きな影響のものにあった。幾つかの血生臭い戦争の後、トンガは他国の支配より脱してようやく自立した。このようにして、トゥイ・トンガ（トンガ大首長）の称号のもと、王朝が構成された。
初代トンガ大首長は、サモアの高貴な一族出身者を母に持つアホエイトゥ（‘Aho'eitu）であった。彼の父親であるタンガロア・エイトゥマトゥプア（Tangaloa ‘Eitumatupu'a）は、神格を備えるサモアの大祭司であった。この故に、王朝は、世俗的位階と宗教的位階の両方において権能を有すると見なされた。古代エジプトのファラオの役割が、これに類似した権能を有していた。アホエイトゥは首都をトロア（Toloa）に置いたが、第9代トンガ大首長のもとで、首都はヘケタ（Heketa）に遷都された。

## 帝国の拡大（紀元1200年－1500年）
第10代トンガ大首長であるモモ王（Momo）と、その息子トゥイタトゥイ（Tuʻi-tā-tui，第11代大首長）のもと、交易帝国は、フィジーの全域とサモアの一部を含むまで拡大した。帝国は、国境前線を拡張し続けて行き、西ポリネシア、中央ポリネシアの全域と、メラネシアのある部分、そしてミクロネシアを含むまでになった。交易帝国は、その最盛期にあっては、3百万平方キロメートルを越える海洋領域にその影響を及ぼした。帝国の直接支配下になかった多数の地域は、貢税を納める義務を課された。首都は、トゥイタトゥイの息子の代になって、帝国の歴史においてもっとも有名かつ繁栄した首都であるムア（Mu'a）に遷都された。

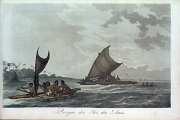
トンガの航海カヌー

### 帝国の海軍
交易帝国の成功は、海軍力に大きく依っていた。帝国の軍船は逆三角帆（クラブクロウ・セイル）を備えた航海カヌーであった。もっとも大きな船の場合、最大100人まで搭乗可能であった。
有名な船としては、トンガフエシア、アキヘウホ、ロミペアウ、そしてタカイポマナなどがあった。トンガの繁栄を支えたのは強大な海軍力であった。交易を通じて得た莫大な量の富と貢税が、国庫へと流入した。

## 三分体制

### トンガ大首長の衰退と二つの新王朝
トゥイ・トンガ（トンガ大首長）の衰退は、無数の戦争と内的な圧力により始まった。これに応じ、ファレファー（falefa）が、交易帝国の政治的顧問として設立された。ファレファーは初期においては、王朝の運営を維持するのに成功したが、圧力は残存し、幾人かの統治者の暗殺が引き続き起こった。もっとも著名なものは、ハヴェア1世（Havea I，第19代トゥイ・トンガ）、ハヴェア2世（Havea II，第22代トゥイ・トンガ）、そしてタカラウ（Takalau，第23代トゥイ・トンガ）であり、彼らは暴君的な支配で知られた。
1470年頃のタカラウの暗殺は、交易帝国の再編に繋がった。トンガ大首長の権能は削られ、純粋な宗教的役割に限定される他方、世俗的目的で、新しい王朝であるトゥイ・ハアタカラウ（Tu'i Ha'atakalaua）が形成された。この称号のもとでの最初の統治者は、モウンガモトゥア（Mo'ungamotu'a）で、彼はタカラウの長子であり、次代（第24代）のトゥイ・トンガ称号継承者となったカウウルフォヌア1世（Kau'ulufonua I）の弟であった。
この体制は、続く百年以上に渡り成功したが、しかしトゥイ・トンガ体制と類似して、新しい王朝は、内外からの圧力の増大に直面し、この結果、第三の王統であるトゥイ・カノクポル（Tu'i Kanokupolu）が成立した。この期間と続く期間のあいだに、交易帝国は一層に中央集権化し、その過程において、影響力の大部分を喪失した。1600年には、帝国は、マリエトア一族（Malietoa）によってサモアから駆逐された。

### トゥイ・カノクポルの興隆
この王朝の創設は、第6代トゥイ・ハアタカラウアの息子であった、ンガタ（Ngata）の統治下の1610年頃であった。この新王朝は、先行する二つの王朝のどちらとも交替しなかったが、世俗支配において、トゥイ・ハアタカラウアと競合した。カノクポル大首長（トゥイ・カノクポル）は、その母親が、サファタ（Safata）出身のサモアの大族長（high chief）であったアマ（‘Ama）の娘であった為、サモアの政治状況から大きな影響を受けた。結果的に、体制はより流動的で分散したものとなり、民主化の始まりをもたらした。

## 内戦と1875年の憲法
1799年に、第14代トゥイ・カノクポル、トゥクアホ（Tuku'aho）が暗殺され、この事件を契機にトンガは、五十年に渡り続く内戦へと突入した。トゥイ・カノクポルの第19代王朝統治者であるジョージ・ツポウ1世（George Tupou I, Taufa'ahau）は、内戦を1845年に奇貨として捉えた（タウファハウは、キリスト教の洗礼を受け、洗礼名は「ジョージ George」で、ジョージ・ツポウ1世となった）。
タウファアハウは、「成文法典」を導入したため、一般民衆の支持を得ることができた。最初の法典は、1839年の「ヴァヴァウ法典（Vava'u Code）」であった。同じ理由で宣教師たちは彼を後援した。法律の成立を利用して、彼は、トゥイ・トンガの宗教的権力を減少させ、また力あるカノクポルの族長たちの権威を低減させた。彼は王国を一つにまとめ、1875年に国家に対するみずからの統治を確実にする憲法を制定した。

## 文化
帝国の首都であるムア（Mu'a）は、紀元前500年以前に創建された。とはいえ、その正確な日付は不明である。トンガの文化については殆ど知られていないが、しかし、トンガの人々が道路と運河の洗練されたシステムを有していたことは明らかである。人々はまた大きなピラミッドを建造し、それ以外にも大きな石の建造物を造った。洪水と、海面水位の上昇のため、首都はその後、新しい場所であるヌクアロファ（Nuku'alofa）に移転せねばならなかった。
トンガのもっとも著名な境界標の幾つかには、13世紀に、トゥイタトゥイの治世下で造られたアモンガ・ア・マウイ（Ha'amonga 'A Maui）が含まれる。トンガの王や女王たちは、巨大な石のマウンドであるランギ（Langi）に埋葬された。